# Shiinoella gracilipes
Shiinoella gracilipes là một loài chân đều trong họ Bopyridae. Loài này được Bourdon miêu tả khoa học năm 1972.